# Dysoptus anachoreta
Dysoptus anachoreta là một loài bướm đêm thuộc họ Arrhenophanidae. Nó là loài duy nhất được tìm thấy ở type locality, Sierra del Libano (also known as El Libano), a dense subtropical forest and a spur of the Cuchilla San Lorenzo on tây nam Sierra
Nevada de Santa Marta in Magdalena Province of Colombia.
Chiều dài cánh trước khoảng 10.8 mm đối với con đực. Con trưởng thành bay vào tháng 5 (based on one record).